# Rocco Carbone (filósofo)
Rocco Carbone (1975) es un filósofo y analista político italiano, naturalizado argentino. Reside en Buenos Aires.
Se ocupa de teoría del poder mafioso, filosofía de la cultura, discursividades y procesos políticos y culturales de América Latina.
Estudió en la Università degli Studi della Calabria con argentinos exiliados de la dictadura (1976-83): Eleanor Londero y Carlos Giordano. Se doctoró en Filosofía en la Universidad de Zürich con Martin Lienhard.
En Argentina trabajó junto con David Viñas en la Universidad de Buenos Aires.
Es profesor e investigador del CONICET. En sus trabajos ha discutido centralmente seis categorías intelectuales: "grotexto", en el ámbito de la filosofía de la historia del arte; lo "diversamente deseante", por lo que concierne a las luchas sociales por la diversidad sexogenérica y campesinas enfrentadas a las dictaduras latinoamericanas; las "tecnologías de derrocamiento" de cara a los golpes latinoamericanos del siglo XXI; la de "cientificidio" frente a las políticas socialmente regresivas del CEOliberalismo argentino; las modalidades y las declinaciones del "doble poder mafioso" situado en las tramas de la estatalidad; el "fascismo psicotizante" en tanto retorno del fascismo arqueológico y ampliación de la mafiosidad en el corazón del Estado.
Desde la fundación de El Cohete a la luna escribe sobre la razón mafiosa presente en la vida política argentina y específicamente en la teoría del Estado del gobierno de Cambiemos. Colaboró con el diario Página/12.Interviene los días lunes en Radio Madres (AM 530) en el programa Jugo de Limón de Sandra Russo y Jorge Elbaum.

## Libros
- Carbone, R., Lanzallamas. Milei y el fascismo psicotizante. Penguin Random House/En Debate, Buenos Aires, 2024.
- Carbone, R., Mafia global. El doble poder. Ediciones Luxemburg/CEFMA, Buenos Aires, 2023.
- Carbone, R., Mafia argentina. Radiografía política del poder. Ediciones Luxemburg/CEFMA, Buenos Aires, 2021.
- Carbone, R., Serafina Dávalos. Feminista. Ediciones UNGS, Los Polvorines, 2020.
- Carbone, R., Serafina Dávalos. Feminista. Servilibro, Asunción, 2019.
- Carbone, R., Mafia capital. Cambiemos: las lógicas ocultas del poder. Ediciones Luxemburg/CEFMA, Buenos Aires, 2019.
- Carbone, R. y Cuenca, Joel, 108/genocidio. Homopolítica: entre la represión y la afirmación de derechos. Trenenmovimiento/El 8.º. loco, Buenos Aires, 2018.
- Carbone, R. y Soto, Clyde, ¿Qué pasó en Curuguaty? Análisis y cronología. Trenenmovimiento, Buenos Aires, 2018.
- Carbone, R. y Giniger, Nuria, Cientificidio, soberanía y lucha de clase. El 8º. loco, Buenos Aires, 2017.
- Carbone, R. y Ojeda, Ana (eds.). Decir la tierra. Del sur de Italia al sur de América. El 8.º. loco/Coessenza, Buenos Aires/Cosenza, 2017.
- Carbone, R. y Soler, Lorena (eds.). Franquismo en Paraguay. Modelo para golpes. Arandurã Editorial, Asunción. 2017.
- Carbone, R. y Soler, Lorena (eds.). Des-Cartes. Estampas de las derechas en Paraguay. Arandurã Editorial, Asunción. 2017.
- Carbone, R., Putos de fuga.ar. Diversamente deseante en Paraguay. Ediciones de la Universidad Nacional de General Sarmiento, Los Polvorines, 2017.
- Carbone, R. y Soto, Clyde, Curuguaty. De masacres, juicios y sentencias. El 8.º. loco/Centro de Documentación y Estudios, Buenos Aires/Asunción, 2016.
- Carbone, R. y Soler, Lorena (eds.). Des-Cartes. Estampas de las derechas en Paraguay. Punto de Encuentro, Buenos Aires. 2015.
- Carbone, R., Putos de fuga. Stronato. Sexopolítica. Trauma. Memoria. Servilibro, Asunción, 2014.
- Carbone, R. y Soto, Clyde (eds.), Curuguaty: pueblo mba'e. Arandura, Asunción, 2014.
- Carbone, R. y Soler, Lorena (eds.). Stronismo asediado: 2014-1954. Orden político. Sexualidades. Cuestión obrera. Ritualidades. Germinal/Arandura, Asunción. 2014.
- Carbone, R. Astuta urbanidad. Paseo de los Buenos: Aires anarcos. Milena Cacerola, Buenos Aires. 2013.
- Carbone, R. y Soler, Lorena (eds.). Franquismo en Paraguay. El golpe. Ediciones El 8.º loco, Buenos Aires. 2012.
- Carbone, R. y Croce, Soledad. Grotexto. Ensayos de (in)definición. Ediciones El 8.º loco, Buenos Aires. 2012.
- Carbone, R. (comp.). Museo de las Lenguas de la Eterna. Universidad Nacional de General Sarmiento/Biblioteca Nacional/Museo del Libro y de la Lengua, Los Polvorines/Buenos Aires. 2012.
- Carbone, R. y Rinesi, Eduardo. David Viñas. Tonos de la crítica. Los Polvorines: Universidad Nacional de General Sarmiento. 2012.
- Carbone, R. y Muraca, Matías (comps.). La sonrisa de mamá es como la de Perón: Capusotto, realidad política y cultura. Imago Mundi/Universidad Nacional de General Sarmiento, Buenos Aires/Los Polvorines. 2010.
- Carbone, R.; Croce, Marcela (dirs.). Diccionario Razonado de la Literatura y la Critica Argentinas I. Ediciones El 8.º loco, Buenos Aires. 2010.
- Carbone, R. y Ojeda, Ana (comps.). De Alfonsín al Menemato (1983-2001), vol. 7. Literatura argentina del siglo XX. Paradiso, Buenos Aires. 2010. Colección dirigida por David Viñas.
- Carbone, R. Imperio de las obsesiones. Los siete locos de Roberto Arlt: un grotexto. Universidad Nacional de Quilmes, Bernal. 2007.
- Carbone, R. Los siete locos: grotesco y subversión. N.º 27 de Hipótesis y Discusiones. Serie monográfica del Instituto de Literatura Argentina Ricardo Rojas, Facultad de Filosofía y Letras de la Universidad de Buenos Aires. 2006.
- Carbone, R. El perseguidor de Julio Cortázar fra interpretazione e lettura. Rubbettino Editore, Soveria Mannelli. 2001.

### Videos
- Intervención en el programa Periscopio de la Universidad Nacional de General Sarmiento, conducido por Damián Valls, sobre política y linajes mafiosos en la Argentina.
- Intervención en el programa televisivo GPS, conducido por Rolando Graña, en A24, sobre la teoría del Estado del gobierno de la Alianza Cambiemos y las lógicas 'ndranghetistas en la Argentina.
- Cortometraje sobre la situación sociopolítica en el Paraguay a tres meses del Golpe de Estado Franquista.
- Intervención en la Televisión Publica Argentina sobre la Guerra en contra de la Triple Alianza o Guerra Guasu.

### Tesis doctoral
- Universidad de Zürich - Versión digital de su tesis doctoral

- Datos: Q6110237